# Arboretum Tervuren

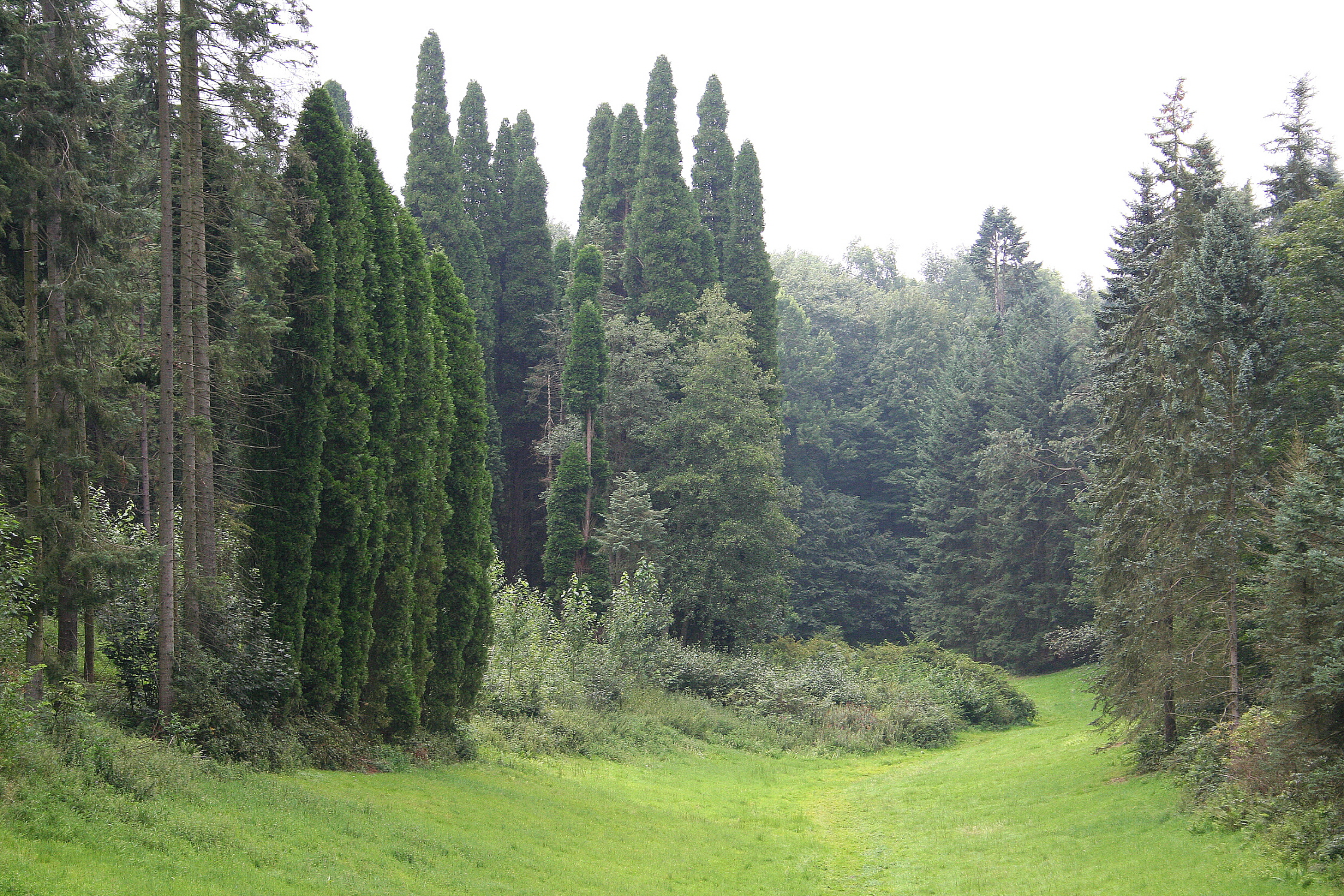
Bild vom Arboretum Tervuren, Zedern

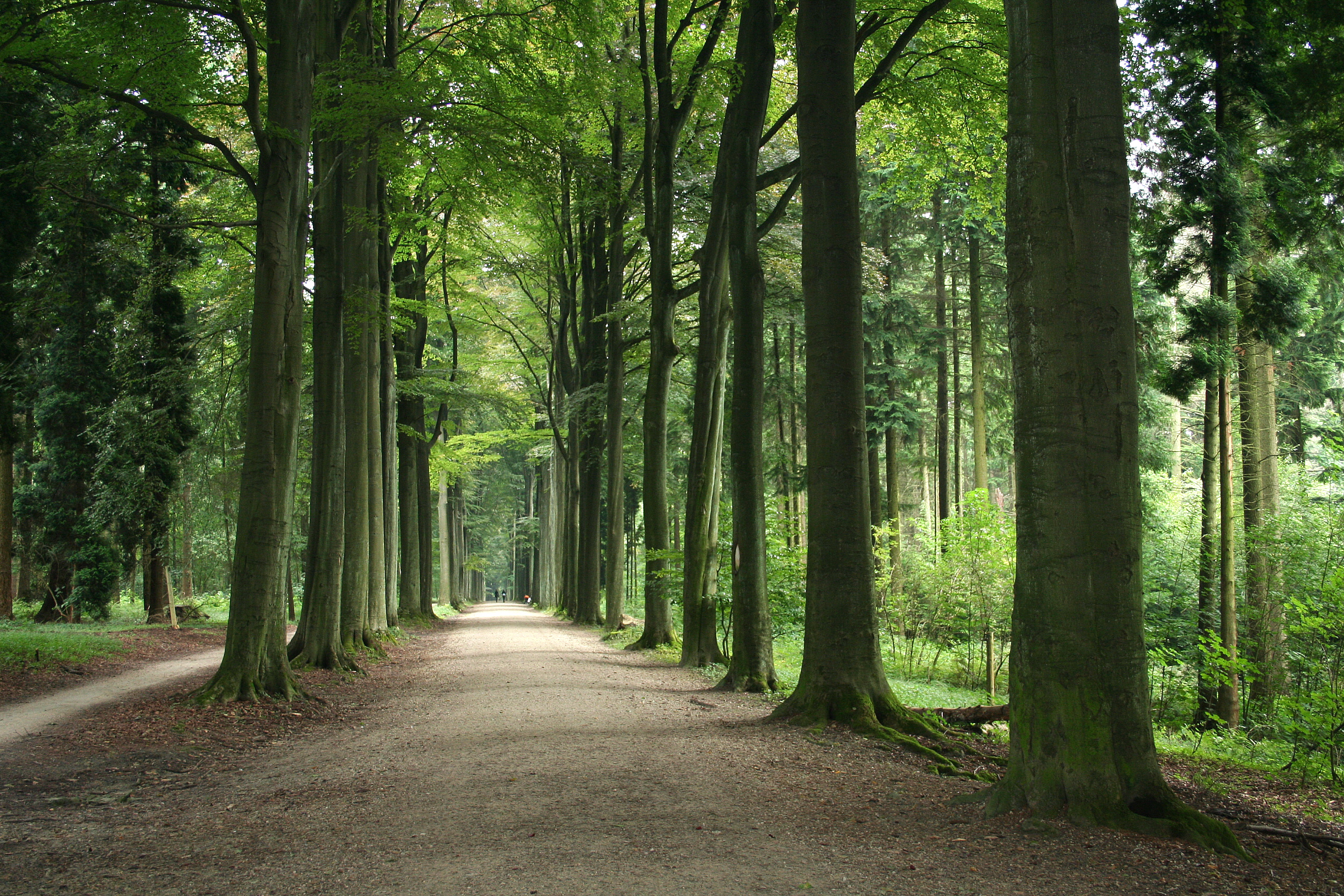
Die Königsallee im Arboretum Tervuren

Das Arboretum Tervuren ist eine 100 Hektar große Baumsammlung, also ein Arboretum, mit 460 verschiedenen Baumarten (davon 305 Laubbaum- und 155 Nadelbaumarten) nahe der belgischen Stadt Tervuren. Die Sammlung umfasst typische Baumarten aus gemäßigten Klimazonen der nördlichen Halbkugel sowie von der südlichen Halbkugel aus dem Gebiet der Anden.
Das Arboretum Tervuren ist als sogenanntes geographisches Arboretum angelegt, das heißt, jede der Parzellen bildet einen kleinen Wald verschiedener Arten aus einer einheitlichen Region, von Kalifornien bis nach Alaska und zusätzlich aus den Anden. Diese Parzellen sind in der Regel durch Lichtungen oder Alleen getrennt. Zwanzig der Parzellen behandeln Landschaften in Amerika (19 Nordamerika plus Araukarienwald) und zwanzig die Alte Welt (Europa, Asien, Nordafrika).

## Lage
Der Park liegt 15 km östlich vom Zentrum Brüssels in Belgien zwischen der Gemeinde Tervuren und dem Stadtteil Jezus-Eik (französisch Notre-Dame au Bois) von Overijse.

## Geschichte
Das Arboretum Tervuren wurde im Jahr 1902 unter Leitung Charles Brommers angelegt, des Konservators des Nationalen Botanischen Gartens in Meise und Professors an der Freien Universität Brüssel.